# Campiglossa variabilis
Campiglossa variabilis este o specie de muște din genul Campiglossa, familia Tephritidae. A fost descrisă pentru prima dată de Doane în anul 1899. Conform Catalogue of Life specia Campiglossa variabilis nu are subspecii cunoscute.